# يوم وجرة
يوم وجرة أحد أيام العرب في الجاهلية، بين الرباب من تميم وبين المناذرة ومن معهم، وقد التقوا في موضع ماء يقال له الجفرين باليمامة.

## المعركة
أغار عمرو بن هند بجيشه ومن معه من قبائل العرب على الرباب من تميم بماء يعرف بالجفرين ومعه أخوه المنذر الأصغر، فقاتلوه فقتلوا رجالا من أشراف أصحابه، وهزموه. ففي ذلك يقول ذو الرمة: